# Андриянов, Александр Иванович
Алекса́ндр Ива́нович Андрия́нов (2 [15] августа 1912 — 22 апреля 1984) — советский военный деятель, полковник, Герой Советского Союза (1940).

## Биография
Александр Андриянов родился 15 августа 1912 года в деревне Черневка (ныне — Дмитриевский район Курской области) в семье крестьянина. В 1934 году окончил рабочий факультет в Артёмовске, некоторое время работал каменщиком. В том же году был призван в Красную Армию. В 1939 году окончил офицерские курсы, получил звание младшего лейтенанта и вступил в ряды ВКП(б). В составе своей части участвовал в походе в 1939 году на Польшу, в Западную Белоруссию.
Андриянов встретил советско-финляндскую войну лейтенантом и командиром стрелковой роты 153-го полка 80-й стрелковой дивизии 13-й армии Северо-Западного фронта. В результате грамотного и умелого руководства Андриянова вверенным ему подразделением последнему удалось успешно выполнить поставленную перед ним задачу участия в наступательной операции в районе Выборга.
Указом Президиума Верховного Совета СССР за 7 апреля 1940 года за «образцовое выполнение боевых заданий командования на фронте борьбы с финской белогвардейщиной и проявленные при этом отвагу и геройство», Александр Иванович Андриянов был удостоен высокого звания Героя Советского Союза с вручением ордена Ленина и медали «Золотая Звезда» за номером 324.
В 1941 году Андриянов окончил Военную академию механизации и моторизации Рабоче-Крестьянской Красной Армии. Участвовал в Великой Отечественной войне, занимал должности начальника бригадной разведки и начальника бригадного штаба. Был также награждён орденами Красного Знамени, Отечественной войны 2-й степени, Красной Звезды и рядом медалей.
В 1951 году в звании полковника уволился в запас, после чего некоторое время работал старшим преподавателем на военной кафедре Якутского Государственного университета.
Жил в Москве, скончался 22 апреля 1984 года. Был погребён на Котляковском кладбище (24 уч.)..